# اوله ورنر
اوله ورنر (زاده ۴ مه ۱۹۸۸) یک مربی فوتبال آلمانی است که هم‌اکنون سرمربی باشگاه وردربرمن است. او سابقه هدایت باشگاه هولشتاین کیل را بر عهده داشت.

## دوران مربیگری
در ۱۷ آگوست ۲۰۱۶، ورنر به عنوان سرمربی موقت باشگاه هولشتاین کیل انتخاب شد. او ابتدا دو بازی انجام داد؛ در مرحله یک چهارم نهایی جام اشلسویگ-هولشتاین در برابر تیم ای‌تی‌اس‌وی ویچ با نتیجه ۲–۰ پیروز شد و در لیگا ۳ نیز مقابل باشگاه تسویکاو با نتیجه ۳–۰ به برتری دست یافت. در ۲۷ آگوست، مارکوس آنفانگ جایگزین او شد اما در ۱۶ سپتامبر ۲۰۱۹، ورنر دوباره به عنوان سرمربی موقت هولشتاین کیل بازگشت. در ۲۴ اکتبر ۲۰۱۹، او به عنوان سرمربی دائم هولشتاین کیل منصوب شد. ورنر در سپتامبر ۲۰۲۱ پس از ۴ باخت در ۷ بازی از مربیگری هولشتاین کیل استعفا داد.
در ۲۸ نوامبر ۲۰۲۱، ورنر به عنوان سرمربی جدید باشگاه وردربرمن انتخاب شد.